# ياكوب فريس هانسين
ياكوب فريس هانسين (6 مارس 1967

) (بالإنجليزية: Jakob Friis-Hansen)‏ لاعب كرة قدم دنماركي معتزل كان يجيد اللعب في خط الدفاع وحاليا مدرب من دون نادي .
لعب هانسين في أندية ب 1903 (1983-1987) لينغبي (1987-1988) ب 1903 مجددا (1988-1989) ليل (1989-1995) بوردو (1995-1996) هامبورغ (1996-1997) .
شارك مع منتخب الدنمارك في 19 مباراة دولية في الفترة من 1990 إلى 1996 . ساهم في تتويج منتخب بلاده ببطولة كأس القارات 1995 التي أقيمت في السعودية .
تولى هانسين تدريب أندية هيليراب (2003-2007) فريماد أماغر (2007-2008) .
يعتبر هانسين صديق حميم للاعب كرة القدم الإنجليزي المعتزل تيدي شيرنغهام .

## روابط خارجية
- ياكوب فريس هانسين على موقع قاعدة بيانات كرة القدم.إي يو (الإنجليزية)
- ياكوب فريس هانسين على موقع بيانات كرة القدم. دي إي (الألمانية)
- ياكوب فريس هانسين على موقع ناشيونال فوتبول تيمز (الإنجليزية)
- ياكوب فريس هانسين على موقع عالم كرة القدم.نت (الإنجليزية)